# David Finck (Schriftsteller)
David Finck (* 1978 in Düsseldorf) ist ein deutscher Schriftsteller.

## Leben
Er wuchs in Mettmann auf und studierte am Deutschen Literaturinstitut Leipzig. Nach dem Studium arbeitete er als Fotograf und Drehbuchautor.
2014 erschien sein Debütroman Das Versteck, eine Dreiecksgeschichte, die mit dem literarischen Thema des horror vacui arbeitet. 2025 wurde sein Roman Der Schwindel, ein abenteuerlicher Road-Trip von Düsseldorf bis in die Bretagne veröffentlicht.
David Finck lebt in Berlin und im Havelland in Brandenburg. Er ist mit der Juristin und Schriftstellerin Juli Zeh verheiratet und Vater zweier Kinder.

## Werke
- Mitherausgeber mit Juli Zeh und Oskar Terš: Ein Hund läuft durch die Republik. Geschichten aus Bosnien. Schöffling & Co., Frankfurt am Main 2004, ISBN 3-89561-057-7.
- Co-Autor mit Juli Zeh: Kleines Konversationslexikon für Haushunde. Schöffling & Co., Frankfurt am Main 2005, ISBN 3-89561-058-5.
- Co-Autor mit Stefan Schaller des Drehbuchs zu 5 Jahre Leben,[4] Kinofilm 2013.
- Das Versteck. Schöffling & Co., Frankfurt am Main 2014, ISBN 978-3-89561-535-1.[2]
- Der Schwindel. Piper, München 2025, ISBN 978-3-492-07333-2.

## Auszeichnung
- 2014: Förderpreis für Literatur der Landeshauptstadt Düsseldorf